# Быдрей
Быдре́й — деревня в Воскресенском районе Нижегородской области. Входит в состав Владимирского сельсовета.
Находится в 12 км от административного центра сельсовета. Имеет две улицы: Колхозная, Полевая.
По данным на 1999 год, численность населения составляла 37 чел.